# Beautiful Ones
Beautiful Ones — пісня британського синт-поп дуету Hurts із їхнього четвертого студійного альбому Desire, представлена 21 квітня 2017 року; одночасно було оприлюднено і музичне відео на цю композицію, зняте у Києві. 7 липня 2017 року гурт представив акустичну версію синглу.

## Список композицій
Цифрове завантаження
| #  | Назва            | Тривалість |
| -- | ---------------- | ---------- |
| 1. | «Beautiful Ones» | 3:01       |

Цифрове завантаження — акустична версія
| #  | Назва                       | Тривалість |
| -- | --------------------------- | ---------- |
| 1. | «Beautiful Ones» (acoustic) | 3:21       |